# Siphocampylus platysiphon
Siphocampylus platysiphon är en klockväxtart som beskrevs av Thomas G. Lammers. Siphocampylus platysiphon ingår i släktet Siphocampylus och familjen klockväxter.
Artens utbredningsområde är Peru. Inga underarter finns listade i Catalogue of Life.